# Scea steinbachi
Scea steinbachi är en fjärilsart som beskrevs av Louis Beethoven Prout 1918. Scea steinbachi ingår i släktet Scea och familjen tandspinnare. Inga underarter finns listade.